# لی هاگز
لی هاگز (انگلیسی: Lee Hughes؛ زادهٔ ۲۲ مهٔ ۱۹۷۶) یک بازیکن فوتبال اهل بریتانیا است.